# Giorgi Tsintsadze
Pour les articles homonymes, voir Tsintsadze.
Giorgi Tsintsadze (en géorgien : გიორგი ცინცაძე), né le 7 février 1986 à Tbilissi, Géorgie, URSS, est un joueur géorgien de basket-ball. Il joue au poste de meneur.

## Biographie
Le 4 janvier 2016, il s'engage avec le Rouen Métropole Basket jusqu'à la fin de la saison.

## Palmarès
- Champion de Russie 2004
- Vainqueur de la coupe ULEB 2006
- Champion d'Estonie 2007, 2008
- Vainqueur de la Ligue baltique 2011
- Vainqueur de la coupe d'Estonie 2011
- Champion d'Ukraine 2013